# Mjatlevo
Mjatlevo è un villaggio della Russia.